# Deprea ecuatoriana
Deprea ecuatoriana là loài thực vật có hoa trong họ Cà. Loài này được Hunz. & Barboza mô tả khoa học đầu tiên năm 1996.